# Desdolarización
La desdolarización es un proceso orientado a reducir la dependencia del dólar en un determinado país o abandonar el dólar estadounidense como moneda de cambio internacional.

## Contexto

### Ascenso del dólar
En el siglo XX, el dólar se convirtió en la principal divisa para el comercio internacional desde los acuerdos de Bretton Woods en 1944, donde se acordó que el dólar sería la moneda de referencia respaldada por el oro. Hasta el inicio de la década de 1970, cuando los Estados Unidos tuvieron déficit comercial por primera vez y la Reserva Federal decidió abandonar el patrón oro. Varios países buscaron entonces diversificar sus reservas internacionales para reducir su exposición al dólar, y adoptaron otras moneda. Este episodio marcó el comienzo del proceso gradual de desdolarización, hasta que los Estados Unidos recuperaran su hegemonía con el surgimiento del petrodólar y su utilización en todas las transacciones internacionales.

### Situación en elsigloXXI
El ascenso de China a partir de la primera década del siglo XXI puso en entredicho la soberanía económica de los Estados Unidos y su moneda, ya que cada vez más Estados tienen a ese país asiático como principal socio comercial. Según JP Morgan, desde 2015 el uso del dólar como reserva cayó en un 6 %. No obstante, casi el 90% de las transacciones a nivel mundial se siguen realizando en dólares, y el Banco de Pagos Internacionales (Bank for International Settlements o BIS) y el Fondo Monetario Internacional (FMI) indican que la moneda representa casi el 60 % de las reservas de divisas de los bancos centrales. En contraste, el euro tiene en torno al 20 % de las reservas de divisas y el yuan renminbi chino sólo un 2,7 %.

## Iniciativas de desdolarización

### BRICS
El Bloque BRICS (conformado por Brasil, Rusia, India, China y Sudáfrica) ha planteado la desdolarización en favor de las monedas locales. En el XV Cumbre de Jefes de Estado y de Gobierno del Bloque BRICS, Vladímir Putin, líder ruso, aseguró que el proceso de desdolarización era un proceso irreversible. Lula Da Silva, presidente de Brasil, manifestó que impulsará la desdolarización del comercio entre países miembros del bloque. La India, por su parte, anunció la renuncia al dólar para el comercio con los Emiratos Árabes Unidos.
Por otro lado, Nicolás Maduro, mandatario venezolano, propuso al bloque la desdolarización de la economía mundial.

### En América Latina
Lula Da Silva, en una reunión de países sudamericanos, propuso la creación de una moneda común con el objetivo de reducir «la dependencia de monedas extrarregionales» y ayudaría a «profundizar la identidad sudamericana también en el área monetaria». De acuerdo a esto, dicha moneda se aplicaría para los países pertenecientes al Mercosur.
Por su parte, ante una perspectiva de crisis económica, en Bolivia se planteó la desdolarización (llamada «bolivianización») para dar mayor importancia al boliviano, la moneda local.